# Doktor Sivana
Doktor Sivana, fullständigt namn Thaddeus Bodog Sivana Senior, är en fiktiv superskurk, skapad av Bill Parker och C.C. Beck. Han är Captain Marvels ärkefiende och mest förekommande motståndare. Figuren hade sin första medverkan i Whiz Comics #2 (februari 1940.) Liksom Captain Marvel så tillhörde Sivana ursprungligen Fawcett Comics, men rättigheterna ägs idag av DC Comics. Beck har hänvisat att namnet Sivana är en kombination av namnet på den indiska guden Siva och ordet "nirvana".
I IGN:s lista över de 100 bästa serietidningsskurkarna någonsin rankades Sivana som 82.

## Fiktiv biografi
Doktor Sivana är ett typiskt exempel på en galen vetenskapsman – han är liten, skallig, klädd i labbrock och tjocka glasögon, och har ett elakt skratt som kännemärke. Han vill hämnas på världen efter att ha blivit utskrattad och för att hans uppfinningar blev förkastade i hans yngre år. Under hans första försök använde han en uppfinning som permanent skulle inaktivera all radiokommunikation i världen, men stoppades av Captain Marvel. Efter detta har Sivana försökt att förgöra hjälten med sina kunskaper inom vetenskap. Sivana har två barn vid namn Thaddeus Sivana Junior och Georgia Sivana, som båda är hans absoluta avbilder.

## I andra medier
- Doktor Sivana dök först upp utanför serietidningarna som en skurk i Legends of the Superheroes (1979), spelad av Howard Morris.

- Han dyker sedan upp som en återkommande skurk, vanligen i sällskap med sina barn, i 1981 års tecknade TV-serie The Kid Super Power Hour with Shazam!, med röst av Alan Oppenheimer.

- Sivana dyker upp i Batman: The Brave and the Bold i avsnittet "The Power of Shazam!" med röst av Jim Piddock. Han och hans barn slår sig samman med Black Adam i ett försök att stjäla Shazams kraft från Captain Marvel. Sivana förråder dock Adam och stjäl hans kraft.